# Konko Daijin
Konko Daijin (1814-1883) foi o fundador da Konkokyo (金光教), um ensinamento de vida japonês com raízes no Xintoísmo. Foi um agricultor que se tornou um mestre espiritual na atual cidade de Konko-cho, província Okayama, no Japão. Os sucessores de Konko Daijin, Kyoshu Sama (líder espiritual), tem sido descendentes do fundador. Desde período Edo (1603-1868), com os guerreiros samurai sendo a classe governante e o Japão estava dividido em vários feudos governados por senhores locais e daimyo. Os agricultores eram tributados pesadamente na forma de arroz. O Japão também estava sendo pressionado a abrir as suas portas a outros países que vieram com navios de guerra.

## Biografia
O Shogunato Tokugawa proibiu o cristianismo em 1613 e submeteu a um rigoroso regulamento as outras religiões como o Budismo, Xintoísmo e Confucionismo. E o Budismo tornou-se a religião dominante. Ao mesmo tempo, as religiões baseadas no Shinto e as crenças folclóricas do século 7 vindas da China foram difundidas na sociedade japonesa. O Shogunato Tokugawa havia separado o Japão do resto do mundo por 250 anos e mantido a paz nacional, com poucas mudanças sociais. O povo, portanto, fazia tudo de acordo com as tradições e costumes.

### Nascimento e Infância
O fundador da Konkokyo recebeu ao nascer o nome de Kandori Genshichi em 29 de setembro de 1814 na vila de Urami, condado de Asakuchi, província de Bitchu. Atualmente se chama Konko Cho e está localizada na prefeitura de Okayama. Seu pai Kandori Juhei (1777-1853) e mãe Kandori Shimo (1783-1851) eram agricultores e tiveram cinco filhos e três filhas. Juhei era trabalhador, honesto e muito religioso. Ele sempre ia reverenciar os Kami nos santuários e templos e levava consigo seu filho Genshichi nas costas. Genshichi muitas vezes fazia maquetes dos santuários e templos e brincava imitando o pai orando neles. Shimo era uma mãe carinhosa e sábia que insistia em criar todos os seus filhos. De frente para o mar interior do Japão, a província de Bitchu tinha um clima relativamente quente. E os agricultores cultivavam arroz, cevada, algodão e outras culturas.
Como Genshichi era o segundo filho e, portanto, não deveria assumir a linhagem da família, foi organizado em outono de 1825 uma cerimônia de adoção.
Nos costumes japoneses é normal o filho mais velho assumir todo o comando da família após o falecimento do pai, este costume japonês remonta a séculos; a designação do filho mais velho é “Onissan” e da filha mais velha “Onessan”. No Brasil este costume já não é mais tão cultuado rigidamente pois os Nisseis e Sanseis, com a forte influência da cultura brasileira deixaram o costume.
Genshichi foi aprovado por Kawate Kumejiro e Iwa, e com sua adoção, e recebeu o nome de Kawate Bunjiro ou Bunji. A partir dos 13 anos, ele recebeu educação de Ono Mitsuemon, o chefe da vila, por dois anos. Naquela época era raro um intelectual, viver em um vilarejo. Esta educação tornou-se um tesouro valioso.
Em seus primeiros anos de vida Bunji não gozava de boa saúde. Sua passagem destes tempos e experiências de infância é lembrado por ocasião em que escreveu o Konko Daijin On-Oboegaki, poderíamos traduzir como sendo seu diário de infância e suas lembranças, principalmente de como sofreu com sua doença do estômago. No entanto, ele era um trabalhador assíduo. No trabalho agrícola Bunji destacava-se dos outros meninos da aldeia, inclusive, e ele trabalhou voluntariamente para a construção da aldeia. Desta maneira, ele ganhou uma grande confiança dos aldeões.
Em 1831, quando Bunji tinha 17 anos, sua mãe adotiva deu à luz um filho. Eles o chamaram de Tsurutaro. No entanto, Tsurutaro morreu de uma doença na tenra idade de cinco anos. Para complicar ainda mais esta tragédia, o pai adotivo de Bunji; Kawate Kumejiro, na época com a idade de sessenta e seis anos, contraiu uma doença e uma semana depois seguiu o seu filho na morte.
Com a morte de seu pai adotivo, Bunji tornou-se o chefe da casa aos 23 anos. Ele mudou o nome da família para Akazawa, segundo a vontade de seu pai adotivo. Bunji também teve seu casamento arranjado, e casou-se com Furukawa Tose.

### Trabalho na Agricultura
Bunji foi um trabalhador incansável. Como resultado, Bunji adquiriu mais terras e fez novas reformas de ampliação em sua casa, depois construi uma nova casa para sua família. Este foi um êxito considerável, já que ele conseguiu estar no ranking dos dez primeiros proprietários de terras em uma aldeia de 130 famílias. Contudo, mesmo com humildade sincera, como era a personalidade de Bunji, não escapou dos sofrimentos.
A celebração e alegria do nascimento do primeiro filho de Bunji e Tose, Kametaro, foi de curta duração, Kametaro morreu de uma doença três anos mais tarde. Além disso, Bunji e Tose também perderam sua filha, Chise, que morreu um ano após seu nascimento, apesar de toda a atenção médica e orações, Makiemon, seus segundo filho, também morreu com a idade de sete anos, presume-se que esta morte ocorreu, nos primeiros estágios da varíola. Ele também teve a perda de seus dois bois, que na época eram considerados pelos fazendeiros, em termos de valor, como membros da família.
Naquela tempo, superstições folclóricas, adivinhações, e religiões populares predominavam na cultura japonesa. A maioria destas crenças vieram ao Japão através da China entre os séculos VII e XI, e que acabaram por se tornar crenças comuns. Um Kami que era chamado de “Konjin” e foi assim que o mesmo tornou-se parte deste folclore. Konjin foi idealizado para ser considerado a mais poderoso dos Kami, e tornou-se a divindade mais temida. As pessoas acreditavam que Konjin residia em várias posições direcionais (determinadas pelo mapa astrológico).
Em razão disto as instruções vindas da leitura do mapa astrológico, eram seguidas a risca porque todos desejavam evitar a ira de Konjin. Como um seguidor fervoroso das crenças populares, Bunji construiu uma nova edificação, que teria banheiro interno e armazém. Para esta construção ele teria que obedecer os Dias e Direções marcadas para serem efetuadas, como também em determinados dias tidos como auspiciosos (No antigo Japão essas crendices eram levadas extremamente a sério).
No entanto, Bunji efetuou adicões durante a construção de sua casa em razão disto, ele encontrou a sucessão de mortes em sua família. Por causa destes infortúnios, Bunji começou a suspeitar que havia violado os tabus de construção da época onde cada feito deveria ser consultado antes de fazer qualquer modificação.

### Encontro com Kami (Deus)
Ao completar quarenta e dois anos de idade, e esse número é considerado o mais crítico na vida de um homem no Japão tradicional, porque o número quarenta e dois pode ser pronunciado “ni-shi”, o que foneticamente é identificado como a palavra “morte” em japonês. Portanto, Bunji respeitava a crenças tradicionais associadas à sua idade, e queria evitar qualquer evento ruim em razão disso.
No entanto, em junho do ano de seu quadragésimo segundo aniversário, Bunji, ficou acamado acometido por uma grave doença. Sua doença afetou sua garganta tão severamente que ele não era mais capaz de falar ou de ingerir bebidas, fazendo com que seus médicos abandonassem qualquer esperança em sua recuperação.
Parentes e vizinhos de Bunji, ficaram extremamente preocupados com sua saúde; comentavam que ele iria morrer, porque ele tinha irritado a Konjin. Então reuniram-se em sua casa, Tose sua esposa chamou seu irmão Jiro, para juntos fazerem orações em favor de Bunji. Assim que Jiro iniciou as orações foi possuído por uma divindade que declarou que Bunji tinha sido desatencioso ao construir sua casa. Apesar que Bunji era uma pessoa que respeitava as crenças tradicionais dos Dias e das Direções, e não era desatencioso de acordo com os padrões religiosos daquela da época.
No entanto, ao ouvir as palavras da divindade emitidas por Jiro, Bunji rezou e ficou profundamente aflito com as palavras sobre a construção de sua casa. Tão logo ele percebeu que a construção deveria ter ofendido a divindade, rezou, e sua garganta lhe permitiu falar; então desculpou-se ainda em seu leito. Com seu reconhecimento e aceitação de seus defeitos, a divindade revelou que Bunji era para ter perecido com esta doença, contudo devido à sua fé e sinceridade, foi substituída por uma doença mais leve na garganta. O Kami também perdoou Bunji e prometeu que ele iria recuperar-se de sua doença.

### Devoção e Mediação Espiritual
Após sua recuperação, Bunji tornou-se um crente dedicado e vivia de acordo com os desejos de Kami. Em 15 de novembro de 1859, Bunji recebeu um pedido (agora conhecido como o “Chamado Divino”) de Kami:
“Há muitas pessoas como você que tem fé sincera em Kami, contudo ainda tem muitos problemas. Ajude essas pessoas realizando Toritsugi (mediação). (Konko Daijin Oboegaki 9:3.6).
Bunji aceitou esse pedido e comprometeu-se totalmente para a realização de Mediação (Toritsugi) no salão de adoração de sua casa. Este foi o início da Konkokyo.
Muitas pessoas com problemas vieram visitar o nosso Fundador, mas porque ele era um agricultor, seu novo papel de mediador foi de encontro às leis estabelecidas na época (No antigo Japão as pessoas que nasciam na agricultura não podiam acender a uma outra posição social; já que Konko Daijin era um agricultor não podia tornar-se um religioso). Embora tenha recebido duras críticas, nosso Fundador nunca ficou indeciso e seu coração estava sempre voltado ao Kami.
Com a mudança da era Edo para a era Meiji, o Japão passou por profundas mudanças em suas leis, inclusive relativas as posições sociais. Em 1868, Kami permitiu a Bunji ter o título divino de, Ikigami Konko Daijin. Além disso, ele colocou uma faixa em frente ao Hall de adoração que dizia:
“Que haja paz em todo o mundo, prosperidade em todos os países, e segurança para todos os povos” (Konko Daijin Oboegaki 16:9.3) e orava diariamente.
No entanto, em 1873, o governo Meiji aprovou uma lei que dizia: “Todos os exorcistas, cartomantes, necromancistas (adivinhação pela invocação de espíritos) e espiritualistas que levam as pessoas a se desviarem da conduta religiosa oficial (Xintoísmo), estão estritamente proibidos dessa prática”. Portanto já que Konko Daijin não tinha permissão como espiritualista, ele foi obrigado a retirar o seu altar do Hall de adoração.

### Abrem-se os Caminhos
Para cumprimento da lei Konko Daijin foi obrigado a retirar-se do Hiromae, local de ensino, e do público, Konko Daijin meditou sozinho, numa das salas da parte detrás de sua casa, Kami disse a Konko Daijin:
“Tome isto como um descanso sem se sentir decepcionado.” (Konko Daijin Oboegaki 21:3.4).
Esta foi a maior provação que Konko Daijin teve em seu desenvolvimento espiritual. Nessa época, ele tinha 60 anos.
Com o papel de mediador tirado, proibido de oferecer orações ao altar, e tendo ainda o altar tirado do Hall de adoração, Konko Daijin refletia dentro de si mesmo e aprofundava ainda mais sua fé e devoção a Kami. Em 13 de março de 1873, foi dito,”Konko renascerá” (Konko Daijin Oboegaki 21:4.1). No mês seguinte abril, Kami revelou “A Divina Lembrança” ou Tenchi Kakitsuke. Através destes eventos, ficou evidente que tipo de divindade Tenchi Kane No Kami era, e que de fato o nosso Fundador foi enviado para criar um mundo onde Kami e as pessoas possam viver juntos.
A propagação das atividades foram retomadas após um mês, sob forte vigilância policial. Com a certeza de que foi iluminado por kami, Konko Daijin disse:
“Ainda dizem que o mundo está se tornando civilizado, não é verdade. Ele está desmoronando. Assim, Konko-Sama surgiu para salvar o mundo.” (Gorikai I Ichimura Mitsugoro 1-17).
Konko Daijin expressa seu maior desejo:
“Eu sou aspirante de uma bênção que será completa quando o mundo abraçar esta fé.” (Gorikai II Kunieda Sangoro, 11). Discípulos foram cultivados para realizar este desejo.
Em 10 de outubro de 1883, com a idade de sessenta e nove anos, Konko Daijin calou-se pacificamente à luz de um novo dia. Embora ele tenha calado-se, a força espiritual que nos dá energia refere-se a quem foi Konko Daijin mesmo após sua morte. A última entrada no Oboecho Oshirase-goto, dezenove dias antes de sua morte, contém a seguinte revelação:
“Para o bem de todas as pessoas e para salvar aqueles que me dão pedidos, vou substituir você”. “Isto é para a dignidade eterna da força de Konko Daijin.”